# 매직파워 알콜
《매직파워 알콜》은 2005년 2월 4일에 MBC에서 방영한 베스트극장이다.

## 등장 인물

### 첫 번째 이야기
- 김민선 : 수진 역 (아역 김예슬)
- 김동완 : 상철 역
- 박형선 : 직원1 역
- 김민정 : 직원2 역
- 오협 : 매니저 역
- 김광규 : 사장 역
- 정석규 : 남선배 역
- 최은승 : 여선배 역
- 김종호 : 택시기사1 역
- 박재원 : 수진의 엄마 역
- 김재흠 : 수진의 아빠 역
- 정나윤 : 혜진 역
- 김태진 : 중학생 역
- 신주인 : 선생님 역

### 두 번째 이야기
- 려원 : 현정 역
- 강석우 : 부장 역
- 김용희 : 직원1 역
- 김혁경 : 직원2 역
- 심훈기 : 직원3 역
- 이관엽 : 신입사원 역
- 김태언 : 편의점 직원 역
- 이정주 : 택시기사2 역

### 세 번째 이야기
- 용이 : 재범 역
- 홍지영 : 선영 역
- 김용민 : 친구1 역
- 이정수 : 취객 역
- 박현우 : 동네남자 역
- 최희숙 : 동네여자 역